# Сен-Никола-дю-Пелем (кантон)
Сен-Никола́-дю-Пеле́м (фр. Saint-Nicolas-du-Pélem) — упраздненный кантон во Франции, в регионе Бретань, департамент Кот-д’Армор. Входил в состав округа Генган.
Код INSEE кантона — 2246. Всего в кантон Сен-Никола-дю-Пелем входило 8 коммун, из них главной коммуной являлась Сен-Никола-дю-Пелем.

## Коммуны кантона
| Коммуна             | Население, чел. (1999) | Почтовый индекс | Код INSEE |
| ------------------- | ---------------------- | --------------- | --------- |
| Каниюэль            | 409                    | 22480           | 22029     |
| Керпер              | 318                    | 22480           | 22092     |
| Ланривен            | 524                    | 22480           | 22115     |
| Пёмрит-Кентен       | 148                    | 22480           | 22169     |
| Сен-Жиль-Плижо      | 299                    | 22480           | 22294     |
| Сен-Коннан          | 317                    | 22480           | 22284     |
| Сен-Никола-дю-Пелем | 1843                   | 22480           | 22321     |
| Сент-Трефин         | 214                    | 22480           | 22331     |

## Население
Население кантона на 2006 год составляло 4 011 человек.
| 1962 | 1968 | 1975 | 1982 | 1990 | 1999  | 2006  | 2007 |
| ---- | ---- | ---- | ---- | ---- | ----- | ----- | ---- |
| -    | -    | -    | -    | -    | 4 072 | 4 011 | -    |